# Ingeborg Nørregaard Hansen
Ingeborg Nørregaard Hansen (15. juni 1874 på Frederiksberg – 9. august 1941 i København) var en dansk operasanger (sopran). Hun blev udnævnt til kongelig kammersangerinde i 1919 og modtog Ingenio et arti 1926.
Hun er begravet på Holmens Kirkegård.